# Cetatea Windeck (Sieg)
Cetatea Windeck este o ruină în Windeck din Nordrhein-Westfalen, Germania, este amintită pentru prima oară în 1174, însă după datele arheologice este mult mai veche.
- Vezi și:Liste de locuri istorice in Nordrhein-Westfalen

## Galerie de imagini

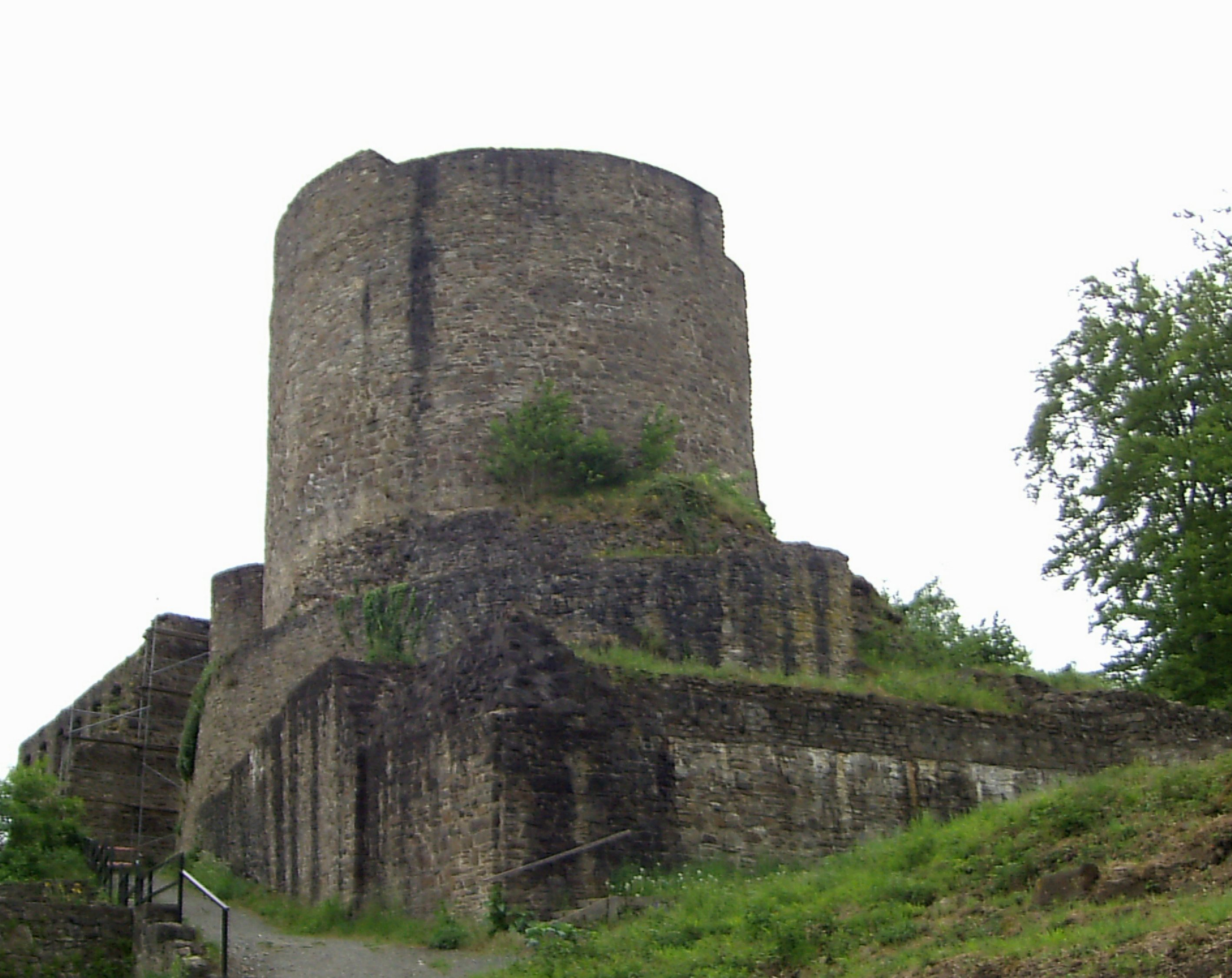
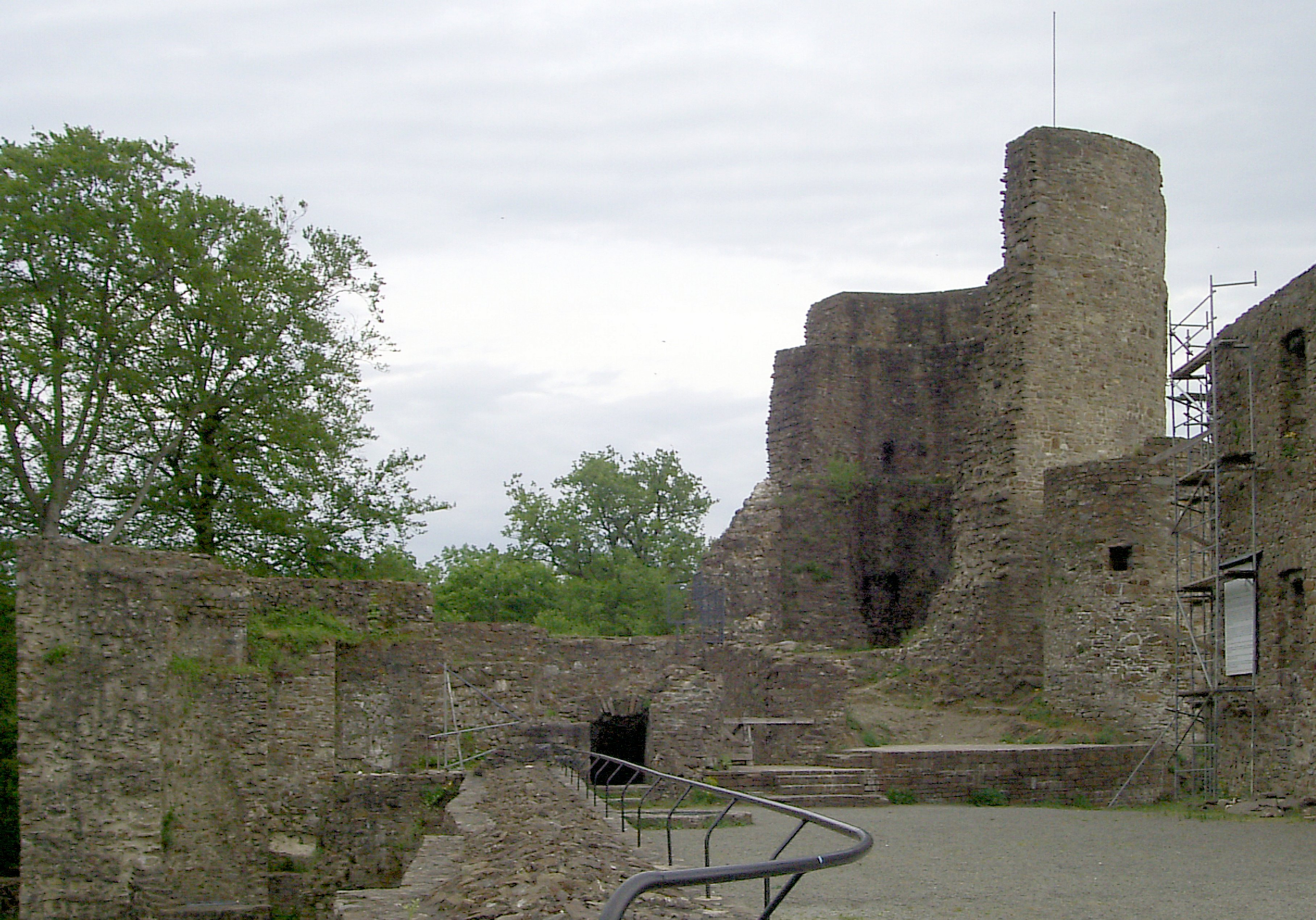
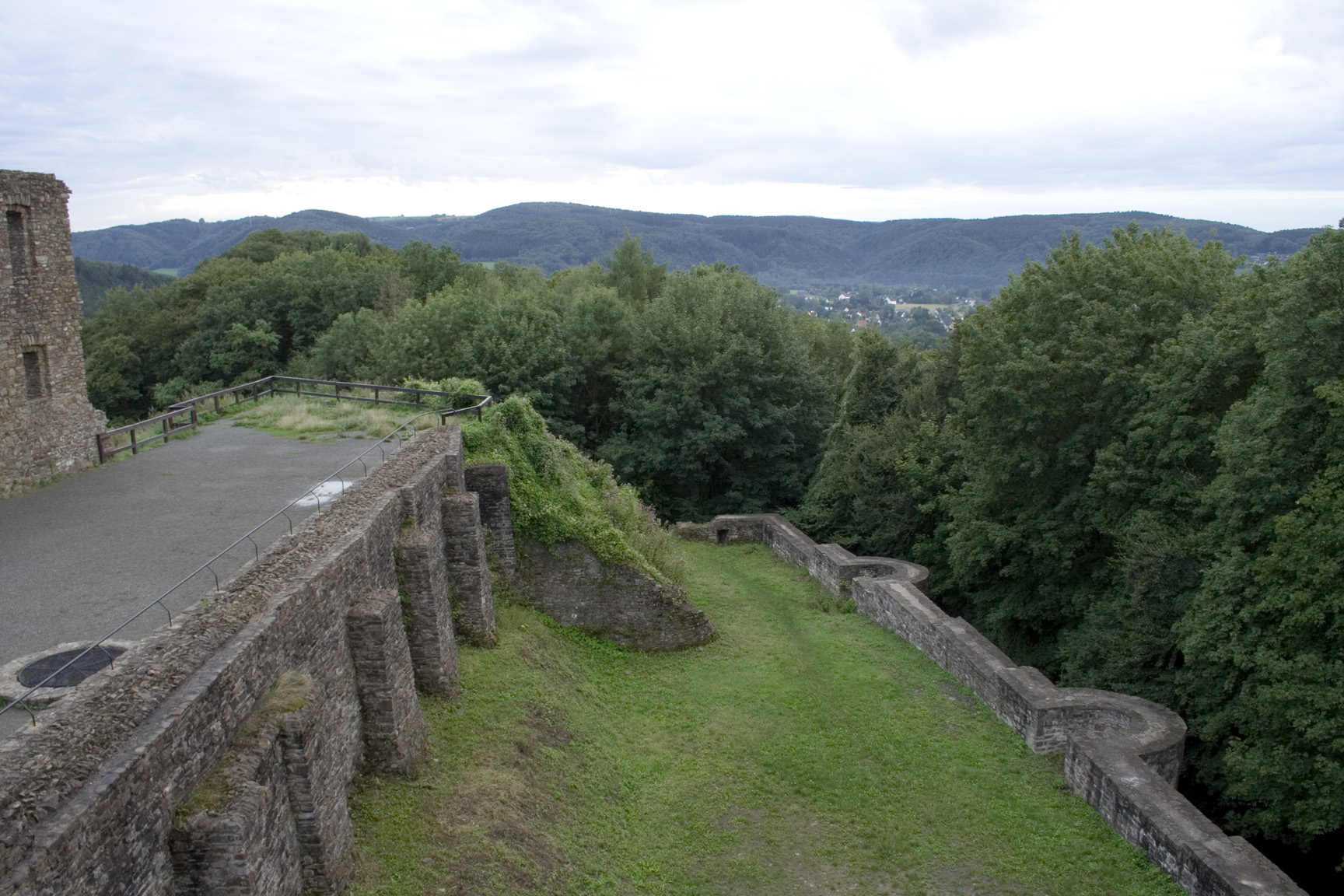